# Ивановский район (Брестская область)
Ива́новский райо́н (бел. Іванаўскі раён, Янаўскі раён) — административная единица на юге Брестской области Республики Беларусь. Административный центр — город Иваново.
Численность населения — 34 462 человек (на 1 января 2025 года).

## География

### Рельеф
Площадь района составляет 1,55 тыс. км² (6 % всей территории области).
Протяженность района с запада на восток составляет 26 км, с севера на юг — 60 км. На севере граничит с Берёзовским и Ивацевичским, на востоке — с Пинским, на западе — с Дрогичинским районами, на юге — с Камень-Каширским районом Волынской области Украины. Населённые пункты Одрижинского и Мохровского сельсоветов района находятся в пограничной зоне, для которой действует особый режим посещения.

### Водная система
Протекают реки Ясельда, Неслуха, Саморанка, Пина, Пилиповка, Днепровско-Бугский канал; имеется 11 озёр — Окунинское, Завышанское, Белое, Песчаное, Мотольское и др. На территории Бродницкого сельсовета расположен заказник Завышанский.

### Природа и экология
29 % территории занимают леса, в основном хвойные и березовые.

## Геральдика
Герб и флаг учреждены Указом Президента Республики Беларусь от 11 марта 2011 года № 101 и зарегистрированы в Государственном геральдическом регистре 15 марта 2011 года № Б-196 и № Б-197. Одобрены решением Ивановского районного Совета депутатов от 9 февраля 2010 года № 126.

## История
До конца XVIII века Ивановщина в составе Великого княжества Литовского и Речи Посполитой.
Во время первой мировой войны в 1915—1918 гг. территория нынешнего района была оккупирована германскими кайзеровскими войсками, в 1919—1920 гг. — польскими.
В 1921—1939 гг. Ивановщина входила в состав Польши, с осени 1939 года — в состав БССР. Район создан 15 января 1940 года в соответствии с Указом Президиума Верховного Совета БССР. Первоначально входил в состав Пинской области. 12 октября 1940 года установлено деление района на 19 сельсоветов.
С 27 июня 1941 года оккупирован немецко-фашистскими захватчиками, которые за годы войны уничтожили в районе 8,8 тыс. человек. На территории района действовали партизанские бригады 99-я им. Гуляева (под командованием В. К. Яковенко), им. Молотова, им. Свердлова, Пинская, отдельный Ивановский партизанский отряд и др. Район освобожден 16 июля 1944 года частями 61-й армии 1-го Белорусского фронта.
С 8 января 1954 года район в составе Брестской области. 14 октября 1957 года к району присоединены два сельсовета упразднённого Жабчицкого района — Бродницкий и Кротовский.
25 декабря 1962 года район упразднён, большая часть территории включена в состав образованного Дрогичинского района, а Бродницкий сельсовет и часть Достоевского сельсовета (населённые пункты: Вилы, Закутье, Королин, Кротово, Новоселки, Отовчицы, Полкотичи и Скоратичи) — Пинского района. 6 января 1965 года район восстановлен.
5 декабря 1962 года район упразднён, большая часть территории отошла Дрогичинскому району, а Бродницкий и часть Достоевского сельсовета — Пинскому району. 6 января 1965 года район восстановлен.
В окрестностях деревни Оброво на востоке района располагались соединения 85-го ракетного полка с баллистическими ракетами Р-12.
20 октября 1995 года административные единицы Ивановский район и город Иваново, имеющие общий административный центр, объединены в одну административную единицу — Ивановский район.

## Население
Численность населения — 34 462 человек (на 1 января 2025 года), в том числе городское — 16 017 человек (Иваново — 16 017 человек), сельское — 18 445 человек.
Население района составляет 35 699 человек (на 1 января 2023 года), в том числе в городских условиях живут 16 272 человек.
| Численность населения (по годам) | Численность населения (по годам) | Численность населения (по годам) | Численность населения (по годам) | Численность населения (по годам) | Численность населения (по годам) | Численность населения (по годам) | Численность населения (по годам) | Численность населения (по годам) | Численность населения (по годам) | Численность населения (по годам) |
| 1996                             | 2001                             | 2002                             | 2003                             | 2004                             | 2005                             | 2006                             | 2007                             | 2008                             | 2009                             | 2010                             |
| -------------------------------- | -------------------------------- | -------------------------------- | -------------------------------- | -------------------------------- | -------------------------------- | -------------------------------- | -------------------------------- | -------------------------------- | -------------------------------- | -------------------------------- |
| 51 300                           | ▼50 027                          | ▼49 522                          | ▼49 007                          | ▼48 265                          | ▼47 557                          | ▼46 605                          | ▼45 859                          | ▼45 126                          | ▼44 299                          | ▼43 783                          |
| 2011                             | 2012                             | 2013                             | 2014                             | 2015                             | 2016                             | 2017                             | 2018                             | 2019                             | 2020                             | 2021                             |
| ▼43 274                          | ▼42 534                          | ▼41 786                          | ▼41 320                          | ▼40 579                          | ▼39 748                          | ▼39 370                          | ▼38 849                          | ▼38 417                          | ▼37 896                          | ▼37 240                          |
| 2022                             | 2023                             | 2024                             | 2025                             |                                  |                                  |                                  |                                  |                                  |                                  |                                  |
|                                  | ▼35 699                          |                                  | ▼34 462                          |                                  |                                  |                                  |                                  |                                  |                                  |                                  |

### Плотность
По плотности населения в области на один квадратный километр район занимает четвёртое место — 24 человека. Всего пенсионеров — 15,8 тыс. человек.

### Национальности и народности
| Национальный состав по переписи 2019 года | Национальный состав по переписи 2019 года | Национальный состав по переписи 2019 года | Национальный состав по переписи 2019 года | Национальный состав по переписи 2019 года | Национальный состав по переписи 2019 года | Национальный состав по переписи 2019 года | Национальный состав по переписи 2019 года | Национальный состав по переписи 2019 года | Национальный состав по переписи 2019 года | Национальный состав по переписи 2019 года |
| Всего (2019)                              | белорусы                                  | белорусы                                  | русские                                   | русские                                   | украинцы                                  | украинцы                                  | поляки                                    | поляки                                    | армяне                                    | армяне                                    |
| ----------------------------------------- | ----------------------------------------- | ----------------------------------------- | ----------------------------------------- | ----------------------------------------- | ----------------------------------------- | ----------------------------------------- | ----------------------------------------- | ----------------------------------------- | ----------------------------------------- | ----------------------------------------- |
| 38 043                                    | 35 904                                    | 94,38 %                                   | 962                                       | 2,53 %                                    | 890                                       | 2,34 %                                    | 50                                        | 0,13 %                                    | 10                                        | 0,03 %                                    |
|                                           |                                           |                                           |                                           |                                           |                                           |                                           |                                           |                                           |                                           |                                           |
| Национальный состав по переписи 2009 года |                                           |                                           |                                           |                                           |                                           |                                           |                                           |                                           |                                           |                                           |
| Всего (2009)                              | белорусы                                  | белорусы                                  | украинцы                                  | украинцы                                  | русские                                   | русские                                   | поляки                                    | поляки                                    | цыгане                                    | цыгане                                    |
| 43 586                                    | 41 635                                    | 95,52 %                                   | 949                                       | 2,18 %                                    | 783                                       | 1,8 %                                     | 50                                        | 0,11 %                                    | 48                                        | 0,11 %                                    |
|                                           |                                           |                                           |                                           |                                           |                                           |                                           |                                           |                                           |                                           |                                           |
| Национальный состав по переписи 1959 года |                                           |                                           |                                           |                                           |                                           |                                           |                                           |                                           |                                           |                                           |
| Всего (1959)                              | белорусы                                  | белорусы                                  | русские                                   | русские                                   | украинцы                                  | украинцы                                  | поляки                                    | поляки                                    | евреи                                     | евреи                                     |
| 65 577                                    | 63 810                                    | 97,31 %                                   | 960                                       | 1,46 %                                    | 463                                       | 0,71 %                                    | 222                                       | 0,34 %                                    | 34                                        | 0,05 %                                    |

### Демографические характеристики
На 1 января 2021 года 20 % населения района было в возрасте моложе трудоспособного, 52,9 % — в трудоспособном, 27,1 % — старше трудоспособного. Коэффициент рождаемости в 2017 году — 11,4 (родилось 440 детей), смертности — 18,6 (умерло 718 человек). В 2020 году в районе было заключено 153 брака (4,1 на 1000 человек) и 116 разводов (3,1).

## Транспорт
Через район проходит железная дорога Брест — Гомель
| Автодороги проходящие через Ивановский район            | Обозначения |
| ------------------------------------------------------- | ----------- |
| Граница Российской Федерации (Селище) — Гомель — Кобрин | М10         |
| Иваново — граница Украины (Мохро)                       | Р144        |

## Населённые пункты
В районе 10 сельсоветов, 102 сельских населённых пункта.
Ивановский район административно поделён на 10 сельсоветов:
- Бродницкий
- Горбахский
- Лясковичский
- Молодовский
- Мотольский
- Мохровский
- Одрижинский
- Опольский
- Рудский
- Сочивковский

Упразднённые сельсоветы:
- Достоевский
- Дружиловичский
- Крытышинский
- Псыщевский
- Снитовский

## Экономика

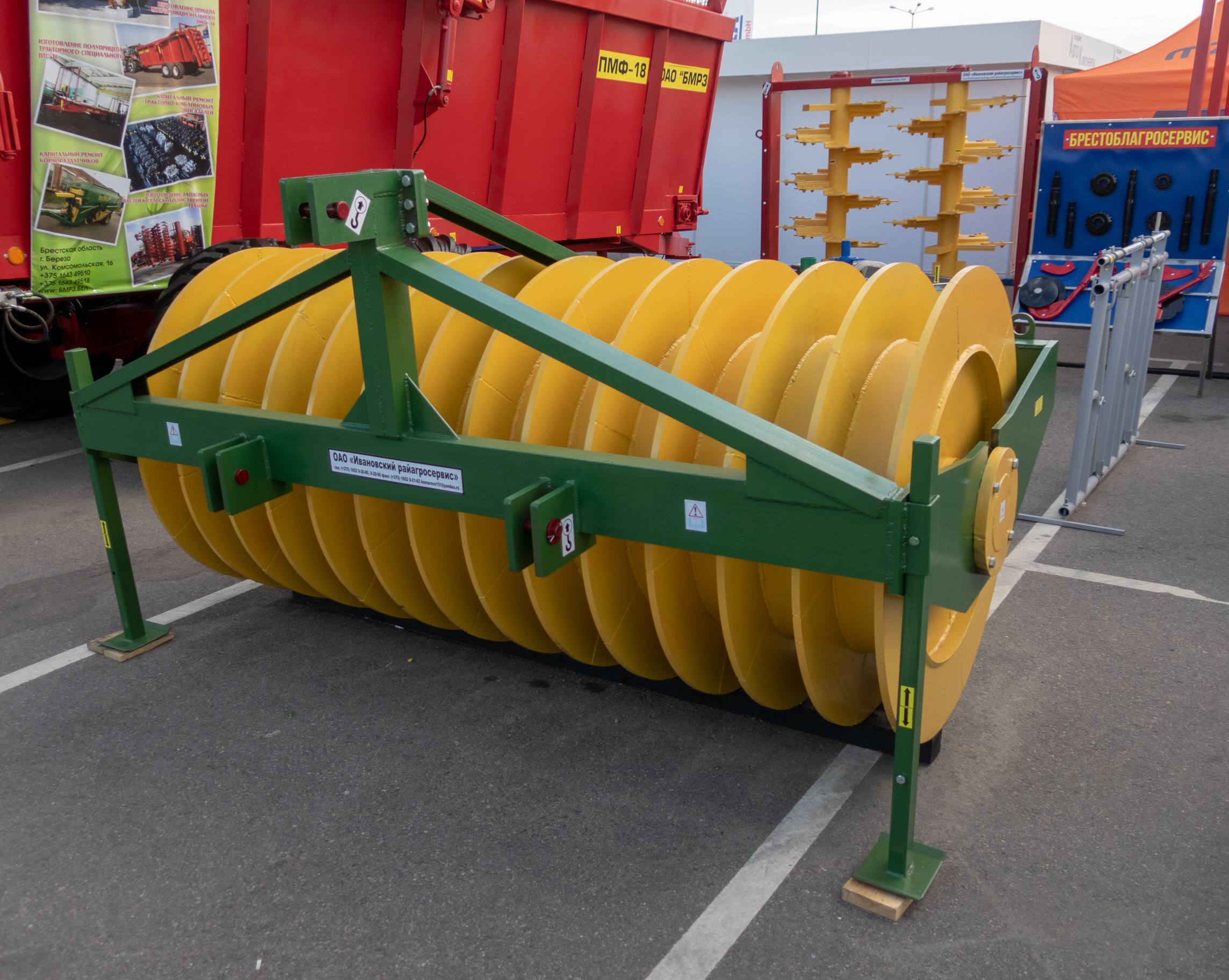
Компактор навесной для приготовления сенажа и силоса (ОАО «Ивановский райагросервис»)

Выручка от реализации продукции, товаров, работ, услуг за 2020 год составила 443 млн рублей (около 175 млн долларов), в том числе 188,4 млн рублей пришлось на сельское, лесное и рыбное хозяйство, 185,3 млн на промышленность, 21,3 млн на строительство, 37,8 млн на торговлю и ремонт.
В 2020 году средняя зарплата работников в районе составила 92,9 % от среднего уровня по Брестской области.

### Промышленность
Крупнейшее промышленное предприятие — ОАО «Белсолод» (Ивановский солодовенный завод). Введено в эксплуатацию в 1989 году, в настоящее время занимает 100 % рынка солода в Республике Беларусь. В 2016 году 44 % продукции поставлялось на внутренний рынок, 56 % — на экспорт. Численность работников — 395 человек. Другие предприятия промышленности — ОАО «Мекосан» (производитель опрыскивателей, протравливателей, дезинфекционных машин), ОАО «Ивановский райагросервис» (производство запчастей к сельскохозяйственной технике, оборудования для животноводческих ферм), филиал Ивановского РайПО «Кооппром» (Мотоль). Действуют также ивановский цех ОАО «Берёзовский сыродельный комбинат», хлебозавод, завод железобетонных изделий, завод санитарно-технических заготовок.

### Сельское хозяйство
Район специализируется на производстве молока, мяса, выращивании зерновых, сахарной свеклы, картофеля, овощей и кормовых культур.
В 2020 году сельскохозяйственные организации района собрали 111,2 тыс. т зерновых и зернобобовых культур при урожайности 42,7 ц/га и 21,1 тыс. т сахарной свёклы при урожайности 360 ц/га. Под зерновые культуры в 2020 году было засеяно 26 тыс. га пахотных площадей, под сахарную свёклу — 0,6 тыс. га, под кормовые культуры — 24 тыс. га.
На 1 января 2021 года в сельскохозяйственных организациях района содержалось 52,3 тыс. голов крупного рогатого скота, в том числе 18,1 тыс. коров, 69,5 тыс. голов птицы (без учёта личных хозяйств). В 2020 году сельскохозяйственные организации района реализовали 8,8 тыс. т мяса скота и птицы и произвели 127,3 тыс. т молока.
В Ивановском районе действуют 2 предприятия, специализирующиеся на разведении крупного рогатого скота мясных пород — ЧУП «Молодово-Агро» и ОАО «Агро-Мотоль».

## Культура и образование

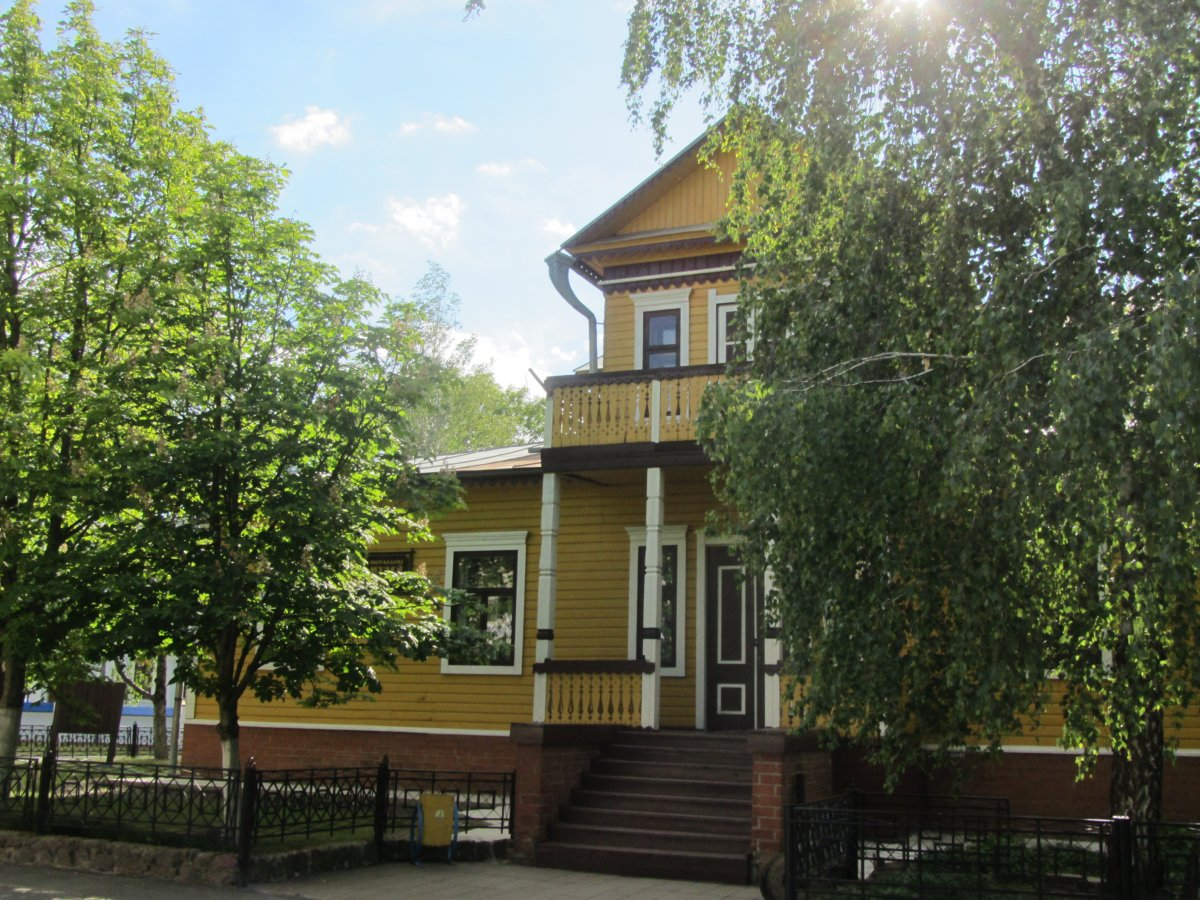
Мотольский музей народного творчества. Мотоль.

В районе действуют 2 учебно-производственных комбината, дом молодежи, детско-юношеская спортивная школа. Здесь имеется также 47 Домов культуры, 5 музыкальных школ.
В 2020 году в районе насчитывалось 26 учреждений дошкольного образования, которые обслуживали 1511 детей. В 25 школах в 2020/2021 учебном году обучались 4965 детей, учебный процесс обеспечивали 675 учителей.
В 2016 году в Ивановском районе действовало 19 публичных библиотек с фондом 251,7 тыс. экземпляров книг и журналов. Численность пользователей составила 15,4 тыс. человек, было выдано 234,8 тыс. экземпляров книг и журналов.

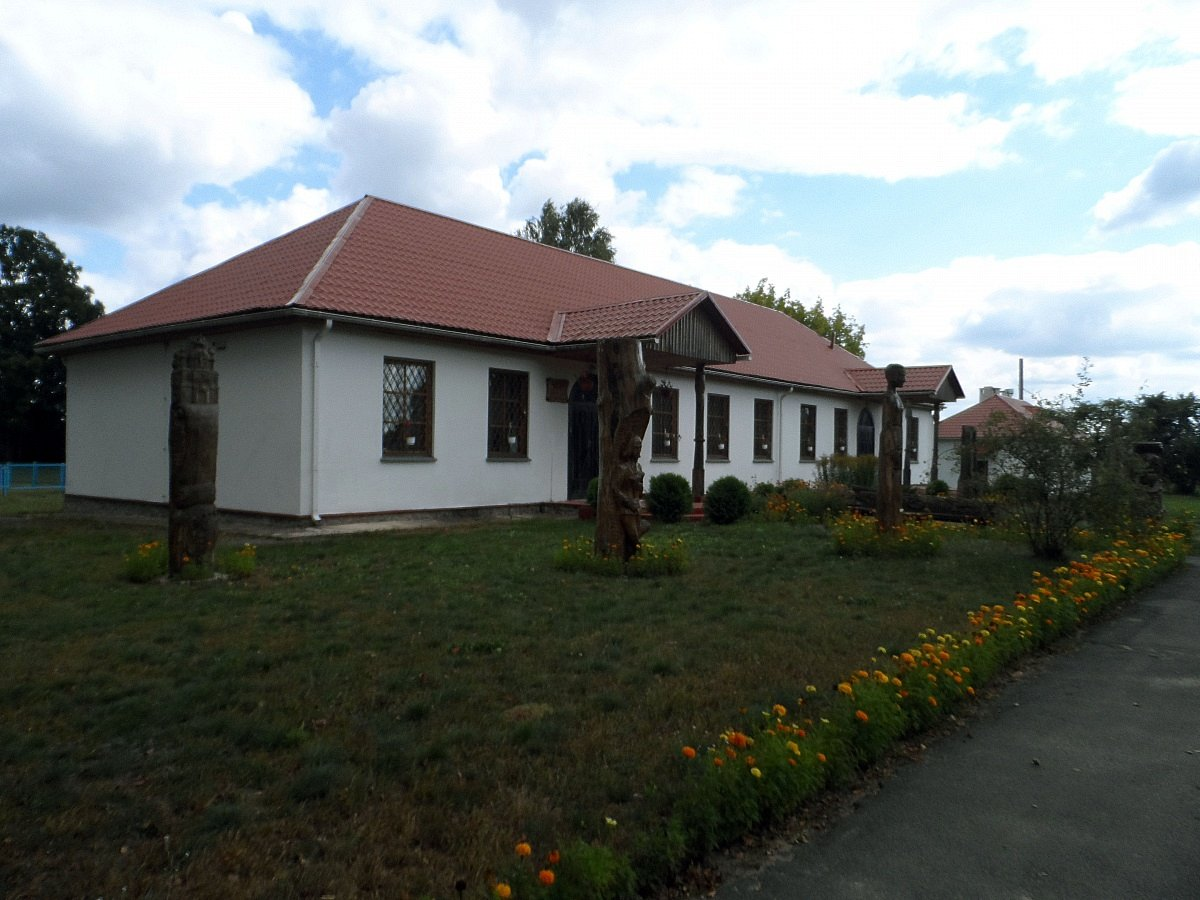
Районный музейный комплекс имени Наполеона Орды. Вороцевичи.

В районе действует два музея — Районный музейный комплекс имени Наполеона Орды (Вороцевичи) и Мотольский музей народного творчества (Мотоль). В 2016 году в них насчитывалось 4 тыс. и 18,6 тыс. музейных предметов основного фонда, их посетило 10 тыс. и 10,5 тыс. человек соответственно.

### Также расположены
- Филиал традиционной культуры «Дом травника» Мотольского музея народного творчества в Стрельно
- Филиал археологии «Нашы карані» Мотольского музея народного творчества в Мотоль[44]
- В здании ветряной мельницы в Мотоль создана экспозиция «Млынарства ў акрузе», где посетители имеют возможность познакомиться с уникальными деревянными механизмами по размолу зерна
- Картинная галерея Алексея Кузьмича — филиал государственного учреждения культуры «Районный музейный комплекс имени Наполеона Орды» в Мохро
- На территории Мотольской СШ № 1 расположен музей, посвящённый Великой Отечественной войне
- Литературно-краеведческий музей ГУО «Достоевская средняя школа имени Ф. М. Достоевского» в Достоево

### Нематериальное наследие
- Мотольский рушник в Мотоле.

## События и мероприятия
- Международный фестиваль фольклора «Мотальскія прысмакі[бел.]» в Мотоле.

## Достопримечательность
В районе находятся несколько пунктов дуги Струве:
- Осовница (52°17′21″ с. ш. 25°38′58″ в. д.HGЯO)
- Щекотск (52°12′30″ с. ш. 25°33′25″ в. д.HGЯO)
- Лясковичи (52°09′38″ с. ш. 25°34′17″ в. д.HGЯO)

### Памятник природы, заказник
- «Мотольский» — заказник местного значения.

## Галерея

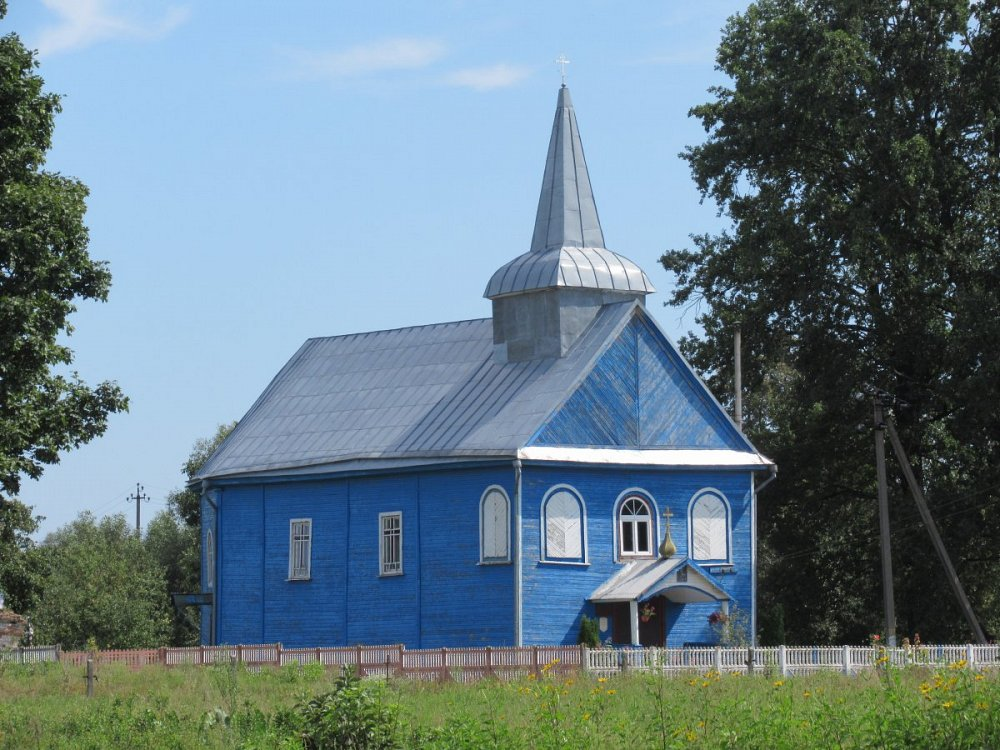
Церковь Св. Александра Невского в Стрельно
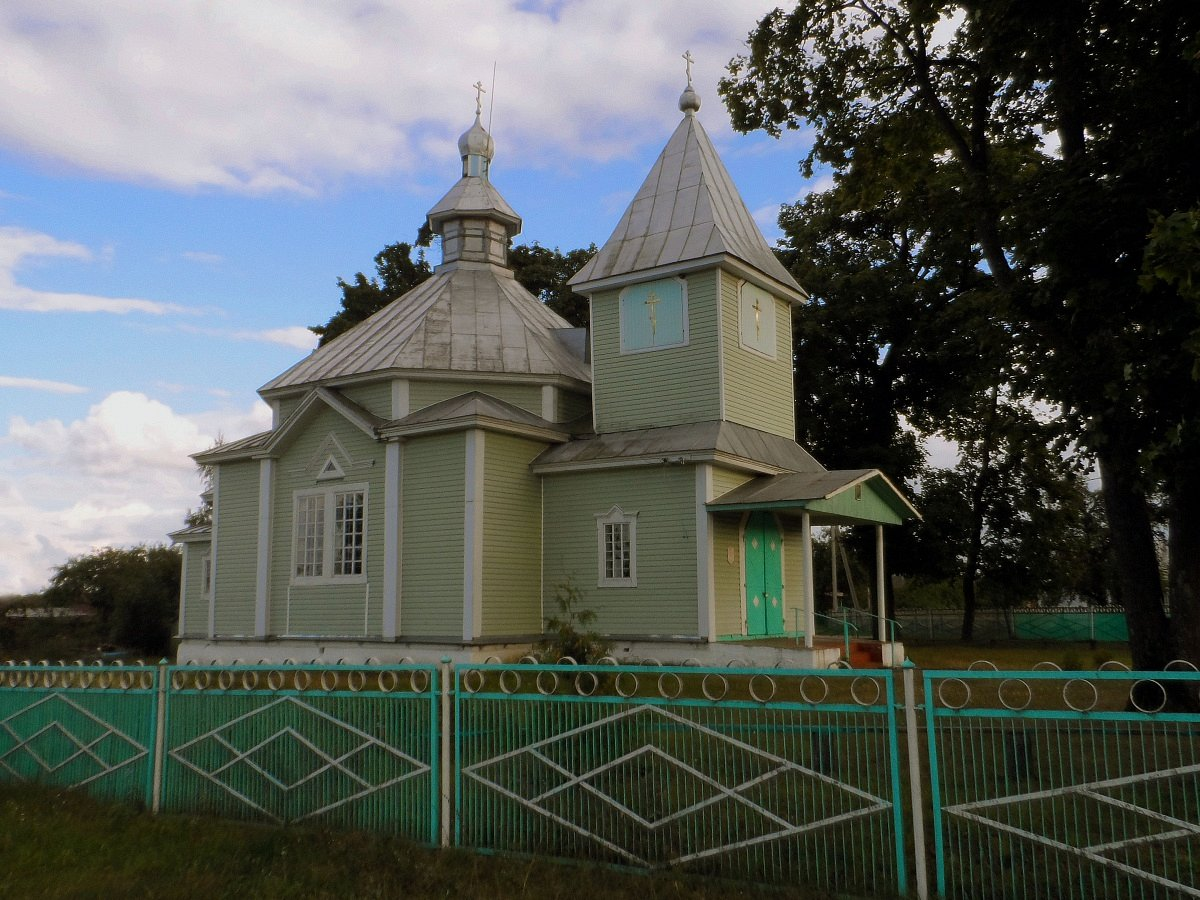
Крестовоздвиженская церковь в Бродница
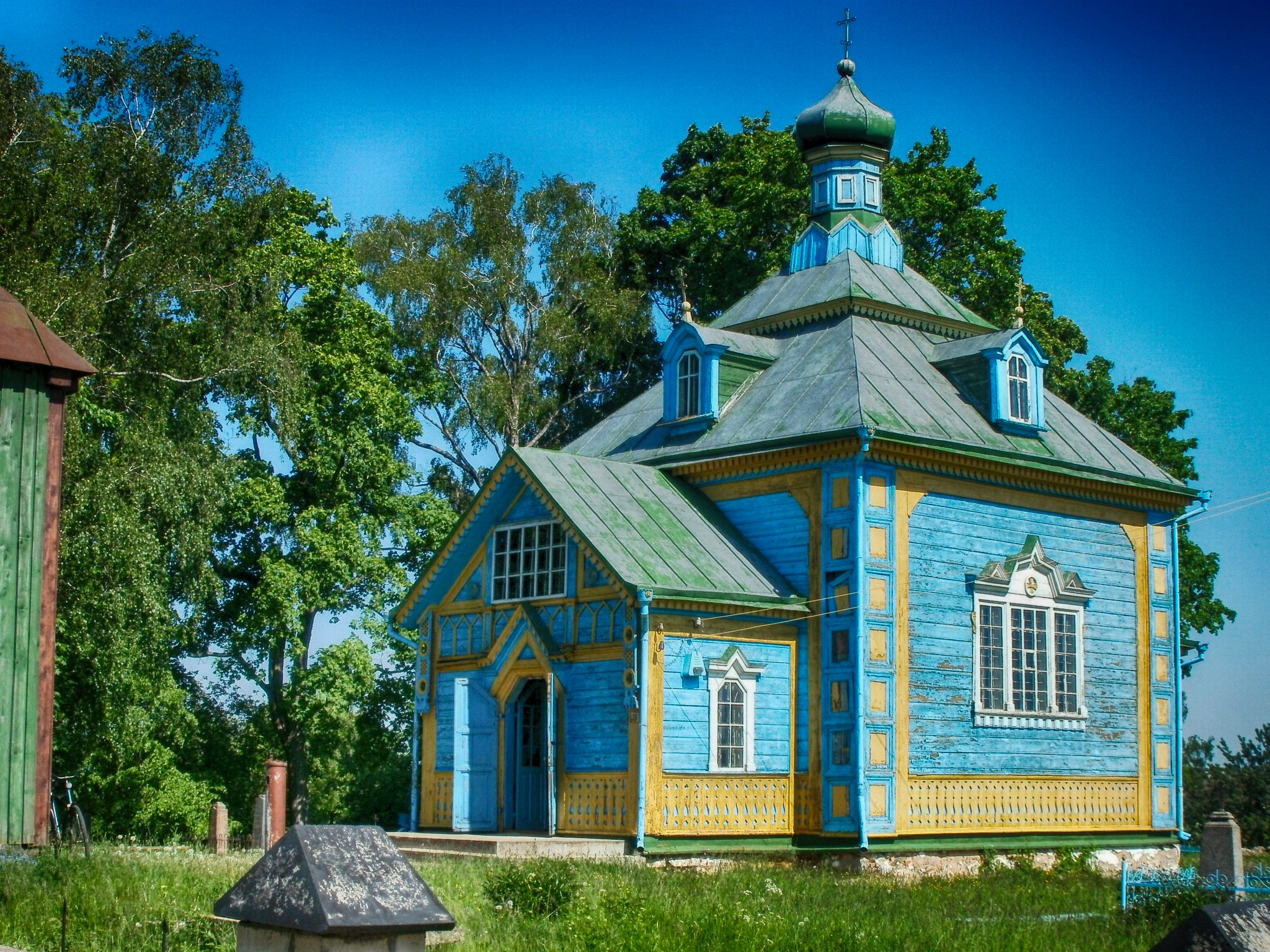
Крестовоздвиженская церковь в Городище
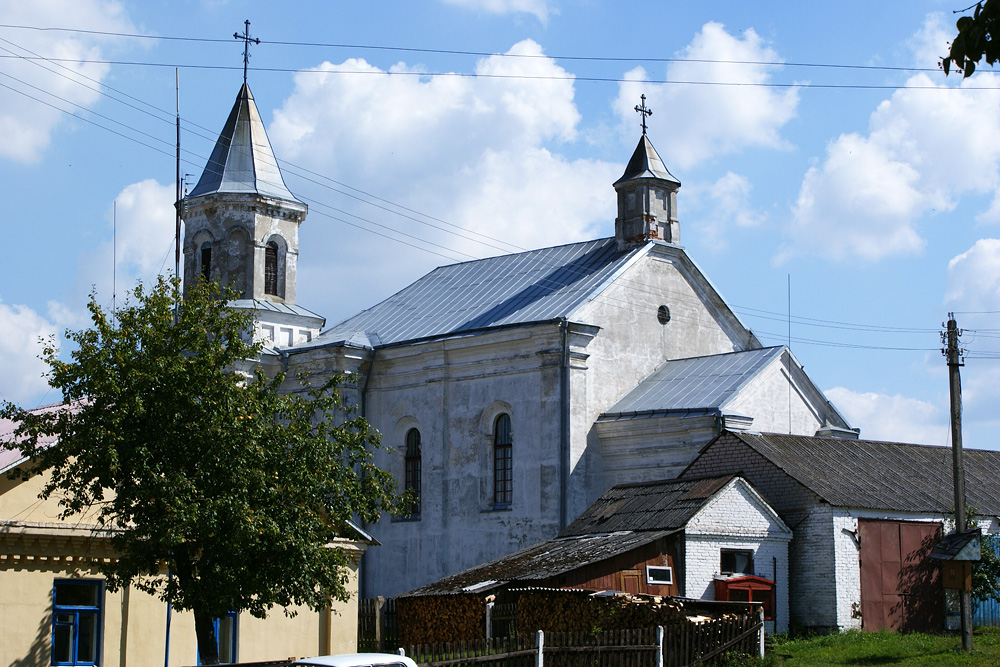
Церковь Пресвятой Девы Марии в Городище
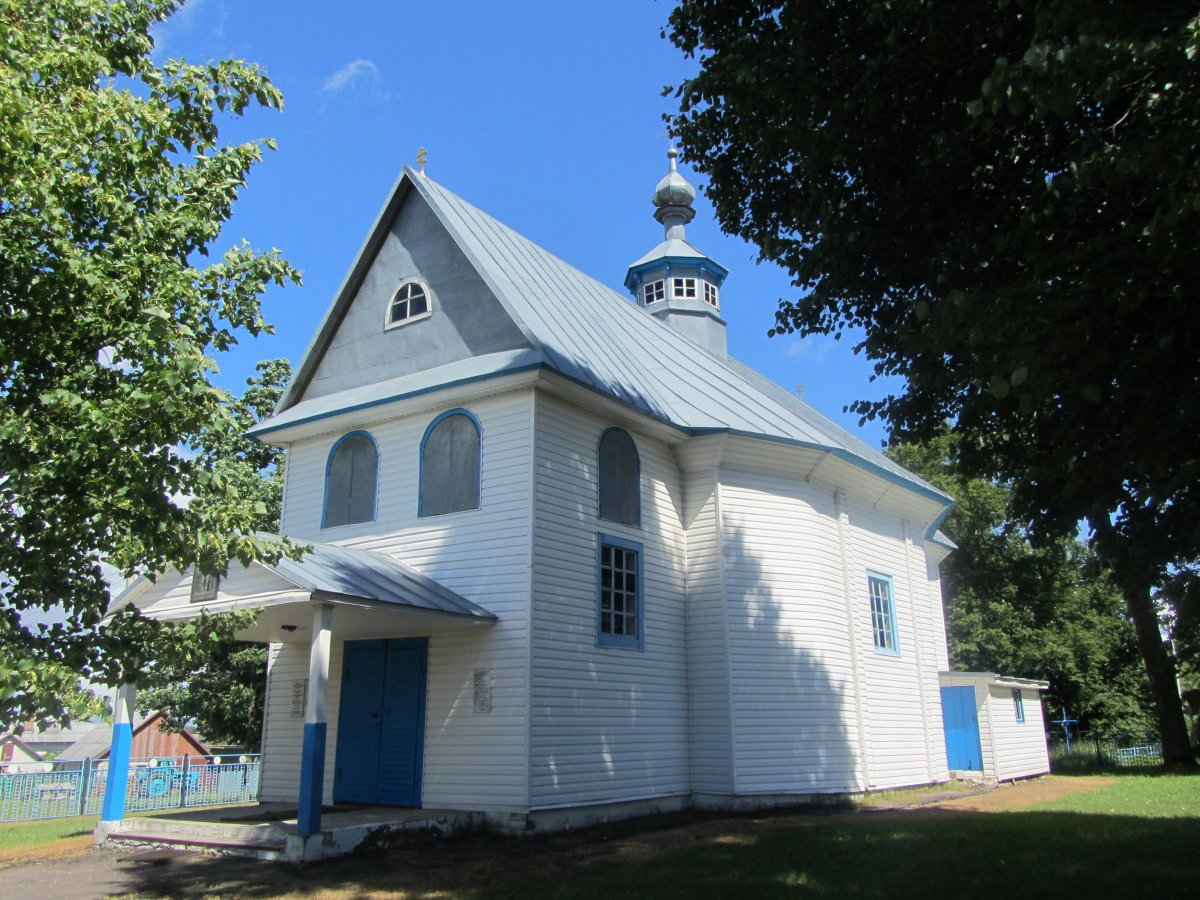
Вознесенская церковь в  Ляховичи
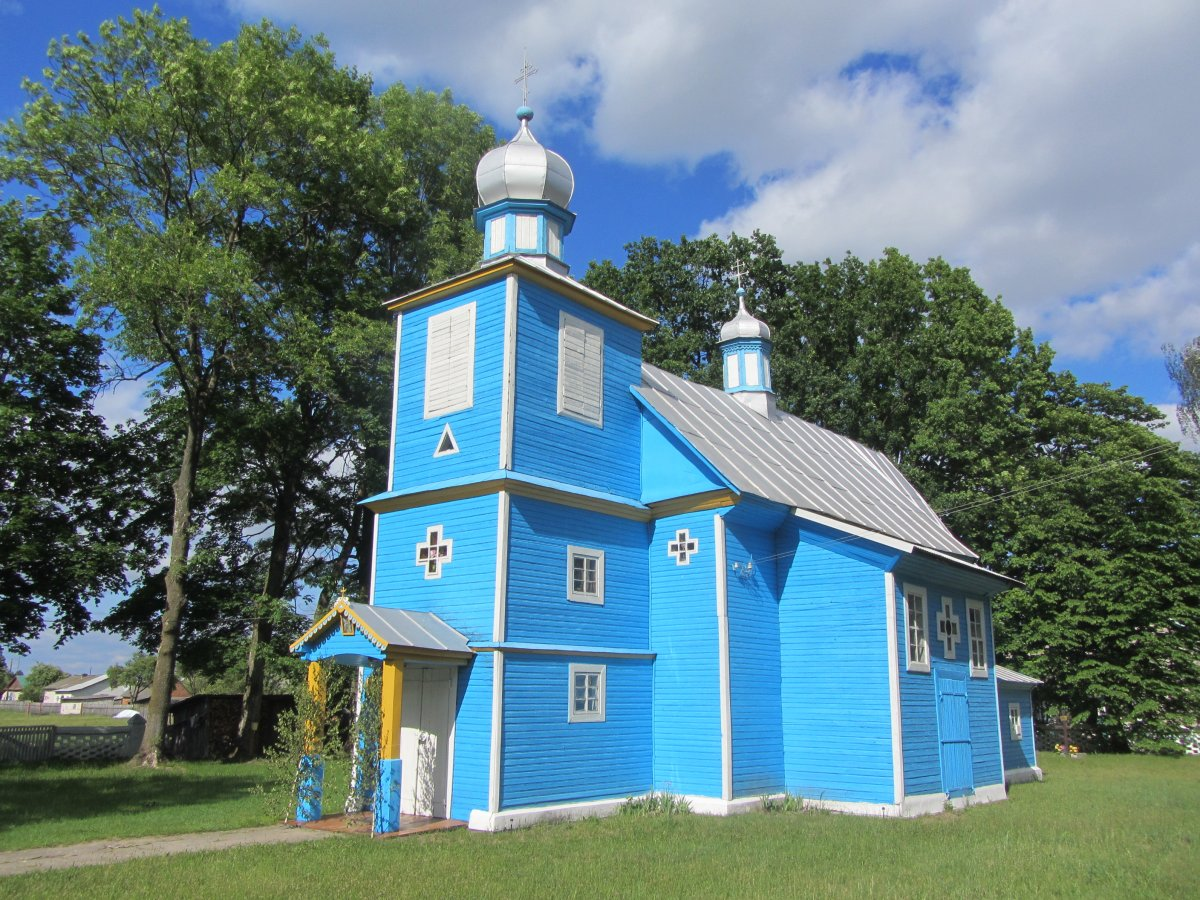
Николаевская церковь в  Дружиловичи
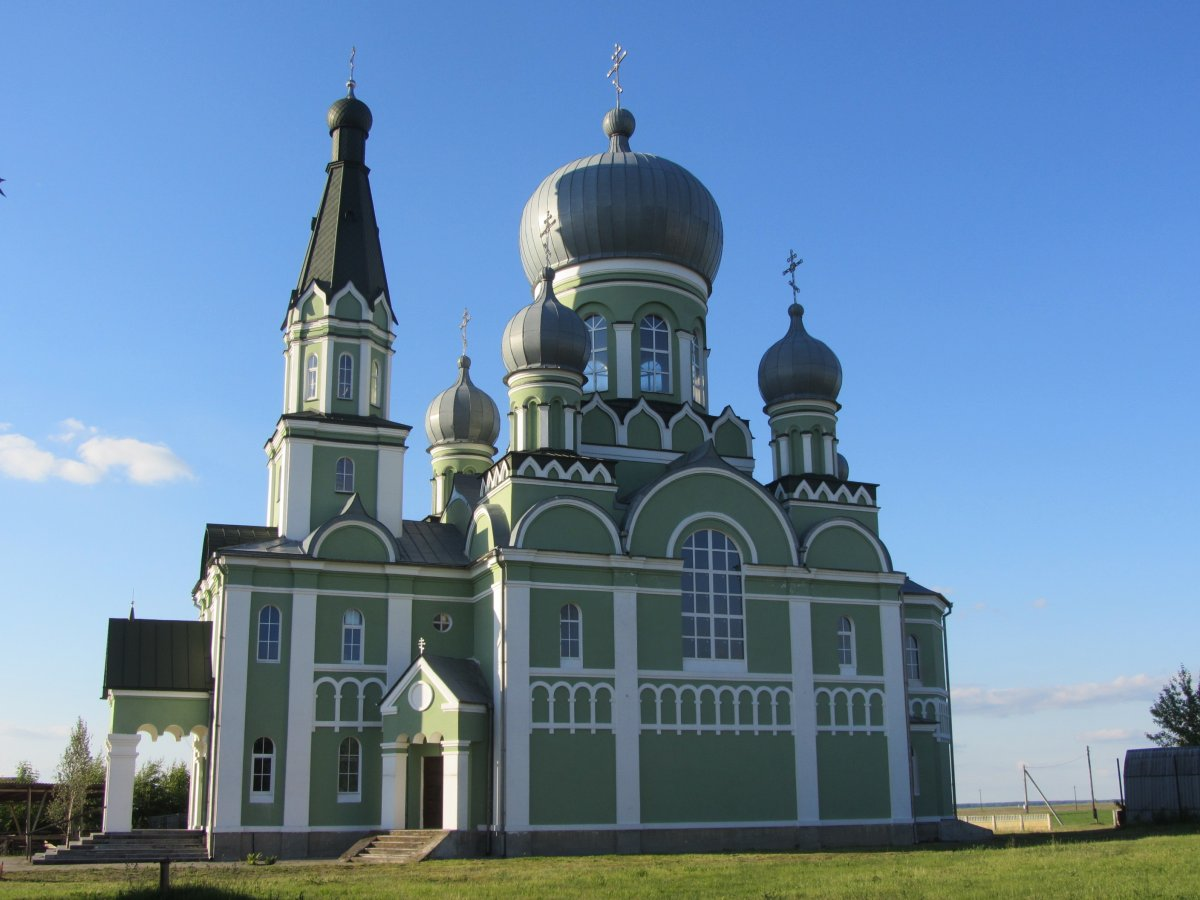
Свято-Троицкая церковь в Достоево
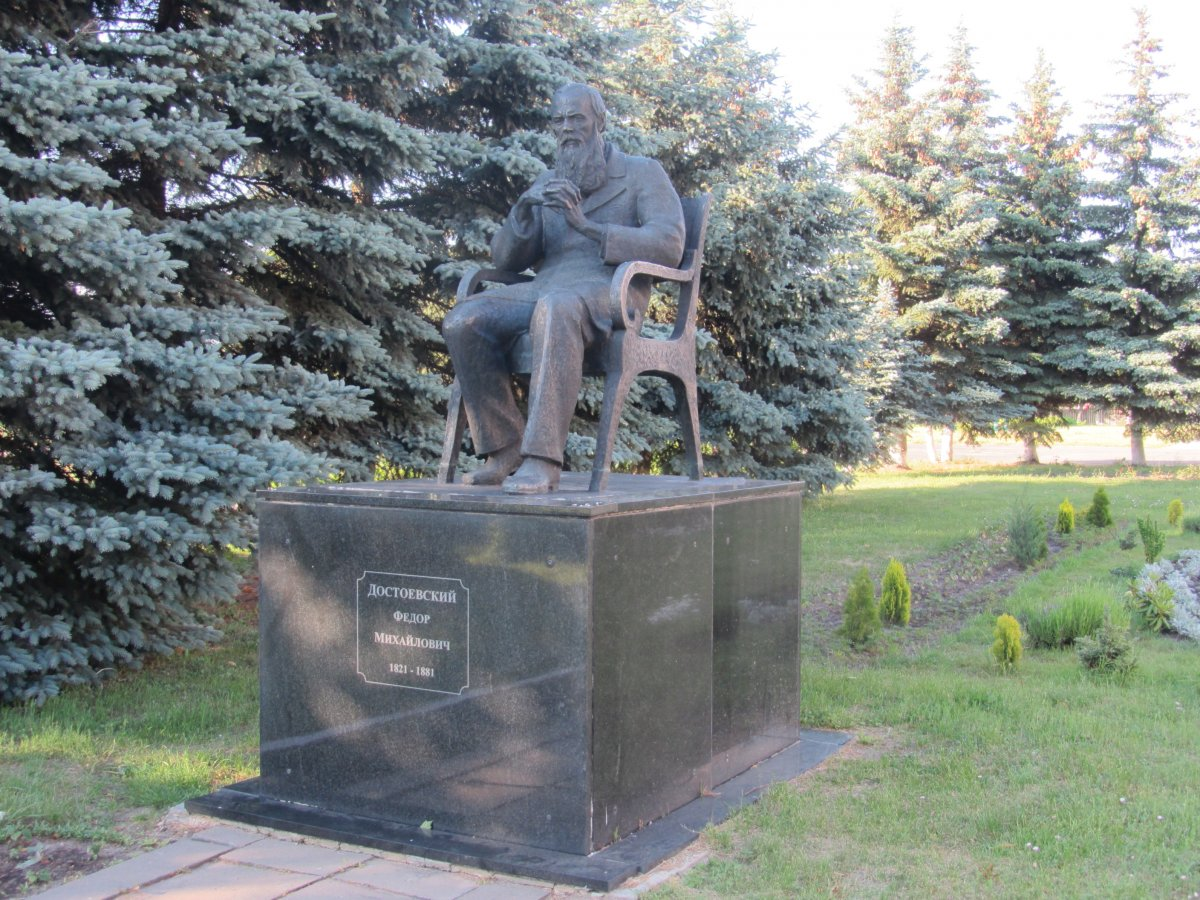
Памятник Ф. М. Достоевскому в Достоево
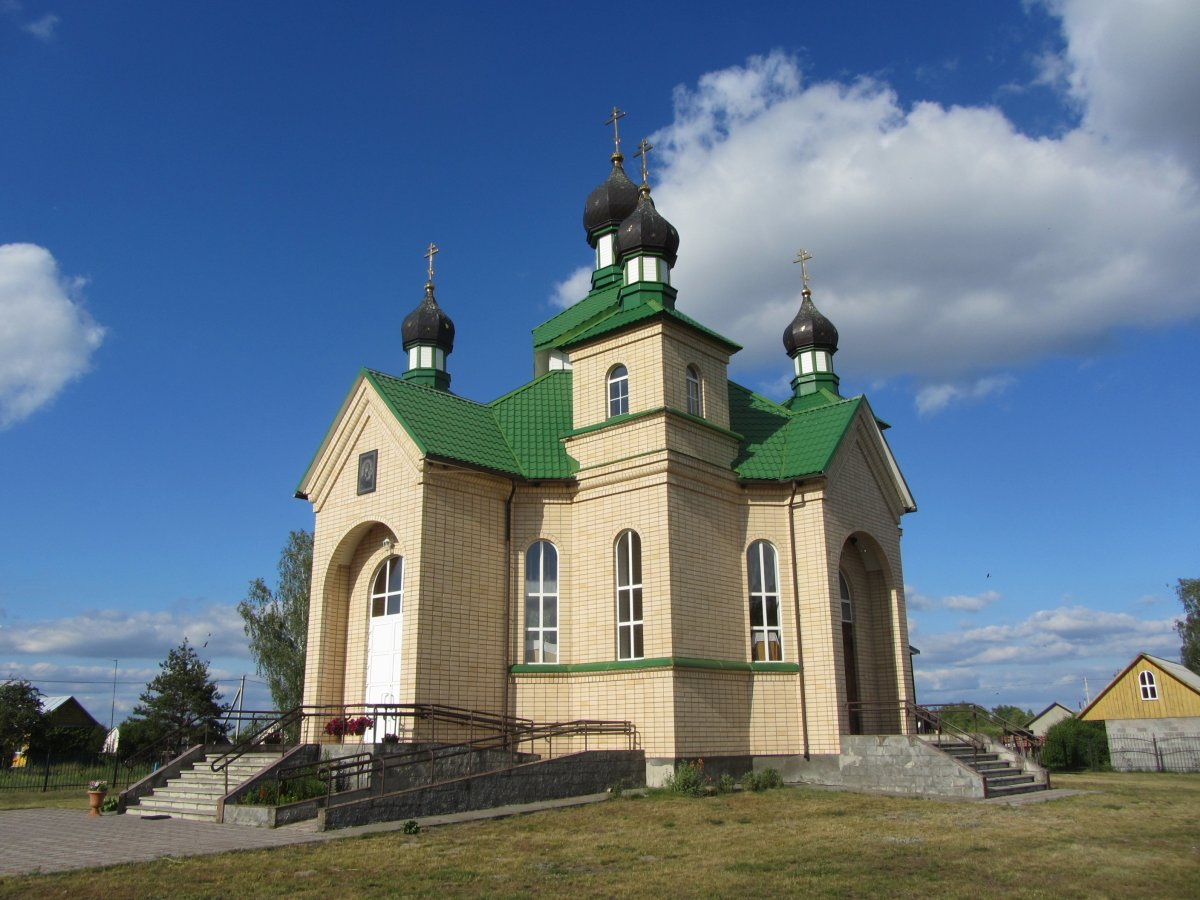
Церковь в честь Казанского образа Божьей Матери в Тышковичи
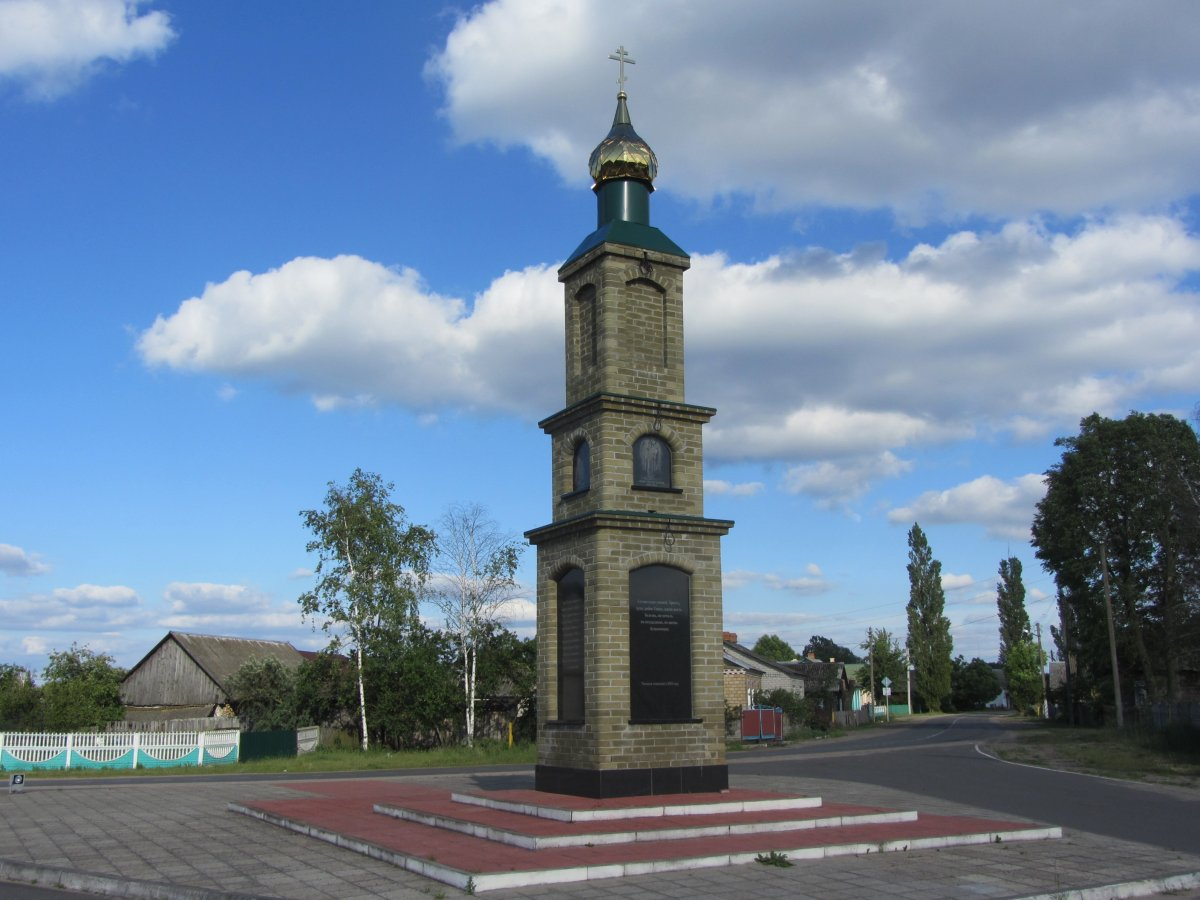
Памятник на площади в Тышковичи
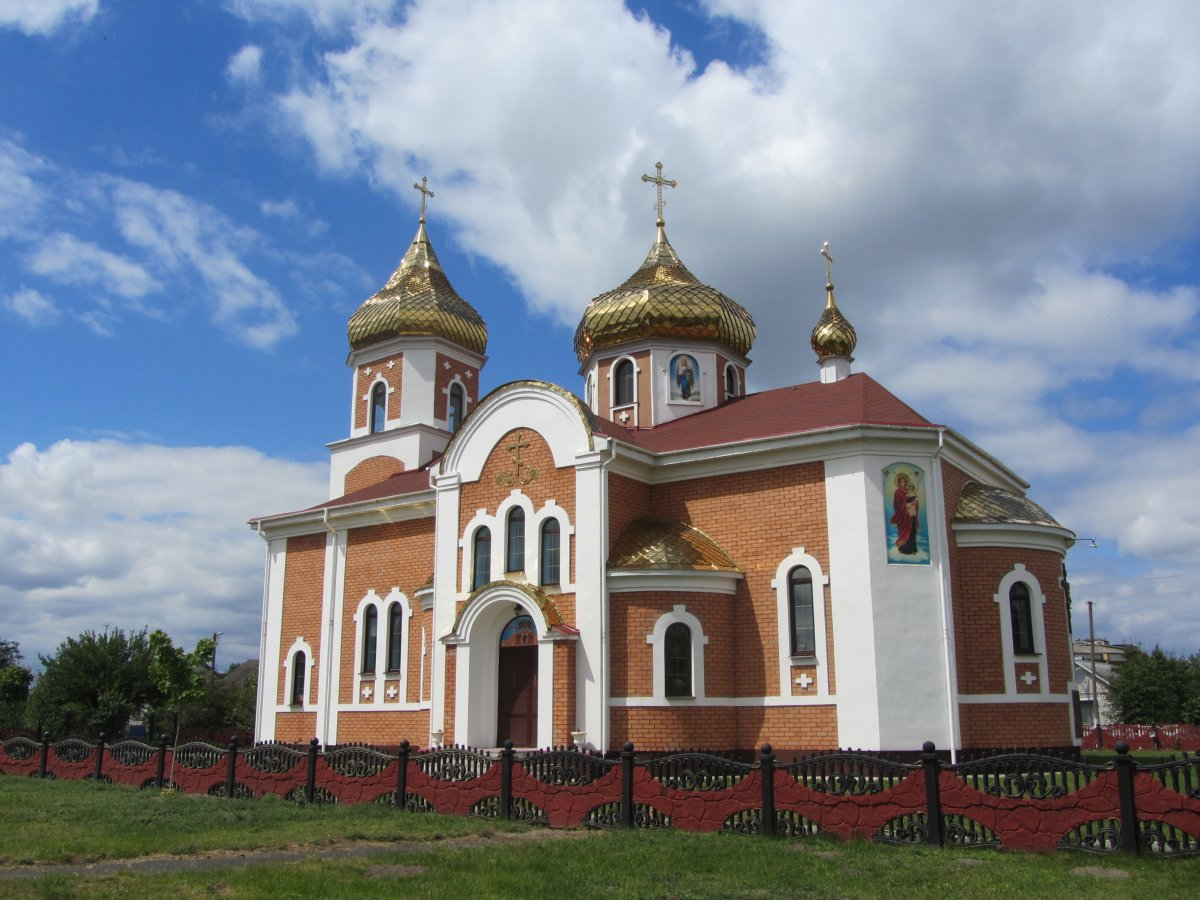
Церковь в Яечковичи

## Археология
Кремнёвые рудия из карьера у деревни Огово (Лясковичский сельсовет, Ивановский район, Брестская область), судя по геологическим отложениям, имеют возраст не старше 250 тысяч лет назад.

## Известные уроженцы
- По одному из предположений, Достоевский происходит по отцовской линии из пинской шляхты, чьё родовое имение Достоево в XVI—XVII веках находилось в белорусском Полесье (ныне Ивановский район Брестской области, Беларусь). Это имение 6 октября 1506 года за заслуги получил во владение от князя Фёдора Ивановича Ярославича Данила Иванович Ртищев. С этого времени Ртищев и его наследники стали именоваться Достоевскими.
- Наполеон Орда (дер. Вороцевичи Пинск уезда Минской губернии (сейчас — Ивановский район Брестской области) — белорусский литератор и композитор, музыкант, художник.